# Sogn og Fjordane
Sogn og Fjordane foi um condado da Noruega, com 18 634 km² de área e 107 032 habitantes. O condado fazia fronteira com os condados de Møre og Romsdal, Oppland, Buskerud e Hordaland.
Em 2020, foi integrado no novo condado de Vestland, criado pela fusão dos antigos condados de Hordaland e Sogn og Fjordane.  

## Distritos
O condado de Sogn og Fjordane é dividido em três regiões, conforme os fiordes predominantes: Fiorde do Norte (em torno do Fiorde do Norte), Fiorde do Sul (Sunnfjord, em torno do Fiorde do Sul) e Sogn (em torno do Fiorde de Sogn). Quase todas as comunidades habitadas do condado são adjacentes a um destes fiordes, e as localidades geralmente recebem nomes em sua homenagem.

## Comunas
| Comunas de Sogn og Fjordane | Comunas de Sogn og Fjordane                                                                                 | Comunas de Sogn og Fjordane |
| Legenda | Legenda |                             |
| --- | --- | --------------------------- |
| # Årdal 1. Askvoll 2. Aurland 3. Balestrand 4. Bremanger 5. Eid 6. Fjaler 7. Flora 8. Førde 9. Gaular 10. Gloppen 11. Gulen 12. Hornindal | Høyanger Hyllestad Jølster Lærdal Leikanger Luster Naustdal Selje Sogndal Solund Stryn Vågsøy Vik (Noruega) |                             |